# Hästskoträsket
Hästskoträsket är en sjö i Skellefteå kommun i Västerbotten och ingår i Byskeälvens huvudavrinningsområde. Sjön har en area på 0,073 kvadratkilometer och ligger 292 meter över havet.

## Delavrinningsområde
Hästskoträsket ingår i det delavrinningsområde (724550-169933) som SMHI kallar för Mynnar i Ålsån. Medelhöjden är 306 meter över havet och ytan är 16,75 kvadratkilometer. Det finns ett avrinningsområde uppströms, och räknas det in blir den ackumulerade arean 23,63 kvadratkilometer. Selsbäcken som avvattnar avrinningsområdet har biflödesordning 3, vilket innebär att vattnet flödar genom totalt 3 vattendrag innan det når havet efter 85 kilometer. Avrinningsområdet består mestadels av skog (63 procent) och sankmarker (25 procent). Avrinningsområdet har 0,34 kvadratkilometer vattenytor vilket ger det en sjöprocent på 5 procent.